# At Play
At Play è una serie di compilation realizzata dal disc jockey e produttore discografico canadese deadmau5 tra il 2008 e il 2014.

## Descrizione
Le compilation sono composte da diverse tracce di Zimmerman delle sue release sotto Play Records, come Vexillology e collaborazioni con Melleefresh. Le tracce possono essere usate dai DJ per mixare.
Questa serie di compilation nasce nel 2008, quando Zimmerman lascia Play, che acquisisce i diritti del catalogo di tracce che Zimmerman aveva prodotto durante il suo periodo con loro come parte dell'accordo. Zimmerman ha comunque affermato di non aver nulla a che fare con queste compilation, essendo un'iniziativa della label.

## Tracce
Volume 1 (2008)
1. Vanishing Point
2. Sex, Lies, Audiotape
3. Cocktail Queen (con Melleefresh)
4. Faxing Berlin
5. Hey Baby (con Melleefresh) (Adam K Dirty Remix)
6. Turning Point
7. This Is the Hook (dei BSOD)
8. 1981
9. Dr. Funkenstein
10. Afterhours (con Melleefresh)

Volume 2 (2009)
1. Outta My Life (con Billy Newton-Davis) [Touch Mix]
2. Attention Whore (con Melleefresh)
3. Mr. G
4. Reduction
5. This Is Also the Hook (dei BSOD)
6. Orca
7. Tau V2
8. Sex Slave (con Melleefresh)
9. This Noise
10. R My Dreams (con Billy Newton-Davis)

Volume 3 (2010)
1. Cyclic Redundancy
2. Apply Overnight
3. Plus
4. Lai
5. TL7
6. Bounce
7. Full Bloom
8. Templar
9. Stereo Fidelity
10. Whispers (con Melleefresh) [Remix]

Volume 4 (2012)
1. I Like Your Music (con Billy Newton-Davis)
2. Point Vanishes
3. Trepid
4. Sex, Lies, Audiotape (Redux Mix)
5. Something Inside Me (con Melleefresh) [Electro Mix]
6. Tau V1
7. GH
8. Subvert
9. 1891
10. Fustercluck

Volume 5 (2014)
1. Bitter KItten
2. Overdraft (da Get Scraped, n.d.r.)
3. Fallen
4. I Like Your Music (con Billy Newton-Davis) [Velvet Mix]
5. Assorted
6. Afterhours (con Melleefresh) [Electro House Mix]
7. This Noise (Deeper Logic Mix)
8. All U Ever Want (con Billy Newton-Davis)
9. Stereo Fidelity (Unorganized Mix)
10. Outta My Life (con Billy Newton-Davis) [Deep Dub Mix]

At Play (con Melleefresh) (2011)
1. Afterhours
2. Hey Baby
3. Sex Slave
4. Cocktail Queen
5. Something Inside Me
6. Attention Whore
7. Whispers
8. Sex Slave (Make Me Make That Sound Mix)
9. Hey Baby (Mellygasm Mix)
10. Afterhours (Smoothy House Mix)